# Delta-Argentina-Klasse
Die Delta-Argentina-Klasse des Marad Design C3-S-76a war ein in fünf Einheiten gebauter Schiffstyp der United States Maritime Administration (MARAD).

## Geschichte
Der Entwurf des Typs C3-S-76a wurde von der US-amerikanischen Reederei Delta Line (Mississippi Shipping Company) in Auftrag gegeben und führte die Entwicklungslinie der drei Anfang der 1960er Jahre gebauten Schiffe des Marad Design C3-S-43a fort. Der Bau der fünf jeweils 10,4 Millionen US-Dollar teuren Schiffe wurde von der MARAD im Rahmen des Long Range Shipbuilding Program bei der Ingalls Shipbuilding Company in Pascagoula in Auftrag gegeben, welche die Schiffe die Serie 1968 ablieferte. Eingesetzt wurden die Schiffe schließlich auf den von der Delta Line betriebenen Diensten vom US-Golf zur südamerikanischen Ostküste und nach Westafrika. Nach 15 Dienstjahren wurden alle fünf Schiffe 1983 außer Dienst gestellt und an die MARAD zurückgegeben. Zwei Schiffe, die Delta Argentina und Delta Paraguay wurden 1985 verschrottet, die drei restlichen in die National Defense Reserve Fleet (NDRF) aufgenommen und in Del Monte (T-AK-5049), Del Valle (T-AK-5050) und Del Viento (T-AK-5026) umbenannt. Die Del Valle und Del Viento wurden im März 2008 zur Verschrottung an die Abbruchwerft Esco Marine in Brownsville/Texas verkauft, die Del Monte ist noch vorhanden und wird für Trainingszwecke verwendet.

## Technik
Ingalls Shipbuilding baute einen in vielerlei Hinsicht von den üblichen Stückgutschiffen abweichenden Entwurf mit vorn liegendem stromlinienförmigen Brückenhaus, stark vornüberfallendem Steven mit Bugwulst und einem Kreuzerheck. Ungewöhnlicher, wenn auch nicht so auffällig war die Aufteilung der Laderäume. Vor den Brückenaufbauten befand sich der erste Laderaum mit drei Decks und einer Luke die von zwei Ladebäumen bedient wurde. Im Mittelschiff, zwischen den vorderen und den achteren Aufbauten befanden sich weitere fünf Trockenladeräume mit je drei Decks und nicht weniger als 15 Luken in drei Reihen. Die auch in Längsrichtung geteilten Laderäume mit großem Decksöffnungsgrad sollten im Zusammenhang mit den Greer-Luken auf dem Hauptdeck und den großen hydraulischen Zwischendecksluken einen 80 bis 90-prozentigen vertikalen Zugang zur Ladung gewährleisten. Die Umschlageinrichtungen in diesem Bereich bestanden aus fünf 5-Tonnen-Kränen und einem mittig angebrachten Stülcken-Schwergutgeschirr, das die Laderäume 3 und 4 bedienen konnte. Hinter den achteren Aufbauten befand sich ein Kühlladeraum mit zwei Decks und sechs Abteilungen. Zusätzlich waren Ladetanks im Unterraum des Vor- und Achterschiffes angeordnet, die durch Zwischendecksluken auch zur Beladung mit Schüttgütern geeignet waren.

## Übersicht
Es wurden fünf C3-S-76a-Schiffe gebaut.
| C3-S-76a-Klasse  | C3-S-76a-Klasse | C3-S-76a-Klasse | C3-S-76a-Klasse                                      |
| Indienststellung | Werft/Baunummer | Bauname         | Umbenennungen und Verbleib                           |
| ---------------- | --------------- | --------------- | ---------------------------------------------------- |
| 1967/68          | Ingalls/495     | Delta Argentina | 1983 MARAD → 1985 abgebrochen                        |
| 1968             | Ingalls/496     | Delta Brasil    | 1983 MARAD → 1984 NDRF Del Monte                     |
| 1968             | Ingalls/497     | Delta Paraguay  | 1983 MARAD → 1985 abgebrochen                        |
| 1968             | Ingalls/498     | Delta Uruguay   | 1983 MARAD → 1984 NDRF Del Valle → 2008 abgebrochen  |
| 1968             | Ingalls/499     | Delta Mexico    | 1983 MARAD → 1984 NDRF Del Viento → 2008 abgebrochen |